# کانابیس گلوبو
کانابیس گلوبو (انگلیسی: Canais Globo) شرکت سرگرمی برزیلی است، که در سال ۱۹۹۱ توسط جوزف والاک تأسیس شد.
گلوبوسات، یک سرویس محتوای تلویزیونی پولی برزیلی، بخشی از گروه گلوبو گلوبو بود. این شرکت که در سال ۱۹۹۱، پس از ایجاد سرویس‌های تلویزیونی اشتراکی در برزیل، تأسیس شد، با ۲۹ کانال و بیش از ۱۰۰۰ کارمند، بزرگترین ارائه‌دهنده محتوای تلویزیونی پولی در برزیل و همچنین آمریکای لاتین است که شامل ۴۵ میلیون مخاطب داخلی در بین بیش از ۱۵ میلیون خانوار می‌شود.